# یوسف کناپ
یوسف کناپ (چکی: Josef Knap; ۲۸ ژوئیهٔ ۱۹۰۰ – ۱۳ دسامبر ۱۹۷۳) نویسنده، شاعر و منتقد ادبی اهل کشور چکسلواکی بود.